# Sloup Nejsvětější Trojice (Kremnica)
Morový sloup Nejsvětější Trojice v Kremnici je pozdně barokní stavba z let 1765–1772, tvořící dominantu centrálního náměstí v tomto městě v okrese Žiar nad Hronom v Banskobystrickém kraji.

## Vznik díla
Období baroka je v dějinách středoslovenských báňských měst, Kremnici nevyjímaje, „zlatým obdobím“. Oživení hornictví, hutnictví a mincovnictví, zájem Habsburků o nerostné bohatství Horních Uher a podpora důlní techniky našly odraz i v rozvoji výtvarného umění. V tomto období umění překonávalo velké kvalitativní skoky. Kromě linie domácího, provinčního umění, navazujícího na tradice gotiky a renesance, období baroka povzneslo Kremnici ve výtvarném umění na úroveň vyspělých středoevropských měst. Zásluhu na tom mají i dva zdomácnělí tvůrci pozdně barokního umění – malíř Anton Schmidt a sochař Dionýz Ignác Staneti.
V květnu 1765 se městská rada v Kremnici rozhodla postavit na městském náměstí morový sloup na památku morové epidemie, která město a okolí postihla v roce 1710. Na tomto místě již stál starší, ale jednodušší sloup, který chtěli městští radní nahradit novým, honosnějším a monumentálnějším (původní sloup z roku 1711 v roce 1761 rozebrali a přemístili do nedaleké obce Horná Ves kde stojí dodnes). Oslovili Dionýsa Ignáce Stanetiho, měšťanského sochaře, a pověřili ho vypracováním výtvarného návrhu i sestavením rozpočtu na realizaci tohoto díla. Stanetti v červenci 1765 předložil magistrátu rozpočet (jeho celková částka činila 22 850 zlatých), nákresy a návrhový model nového sloupu, jehož sochařská obelisková koncepce myšlenkově i formálně vycházela z vídeňského, o téměř století staršího morového sloupu, nacházejícího se dodnes na ulici Graben.

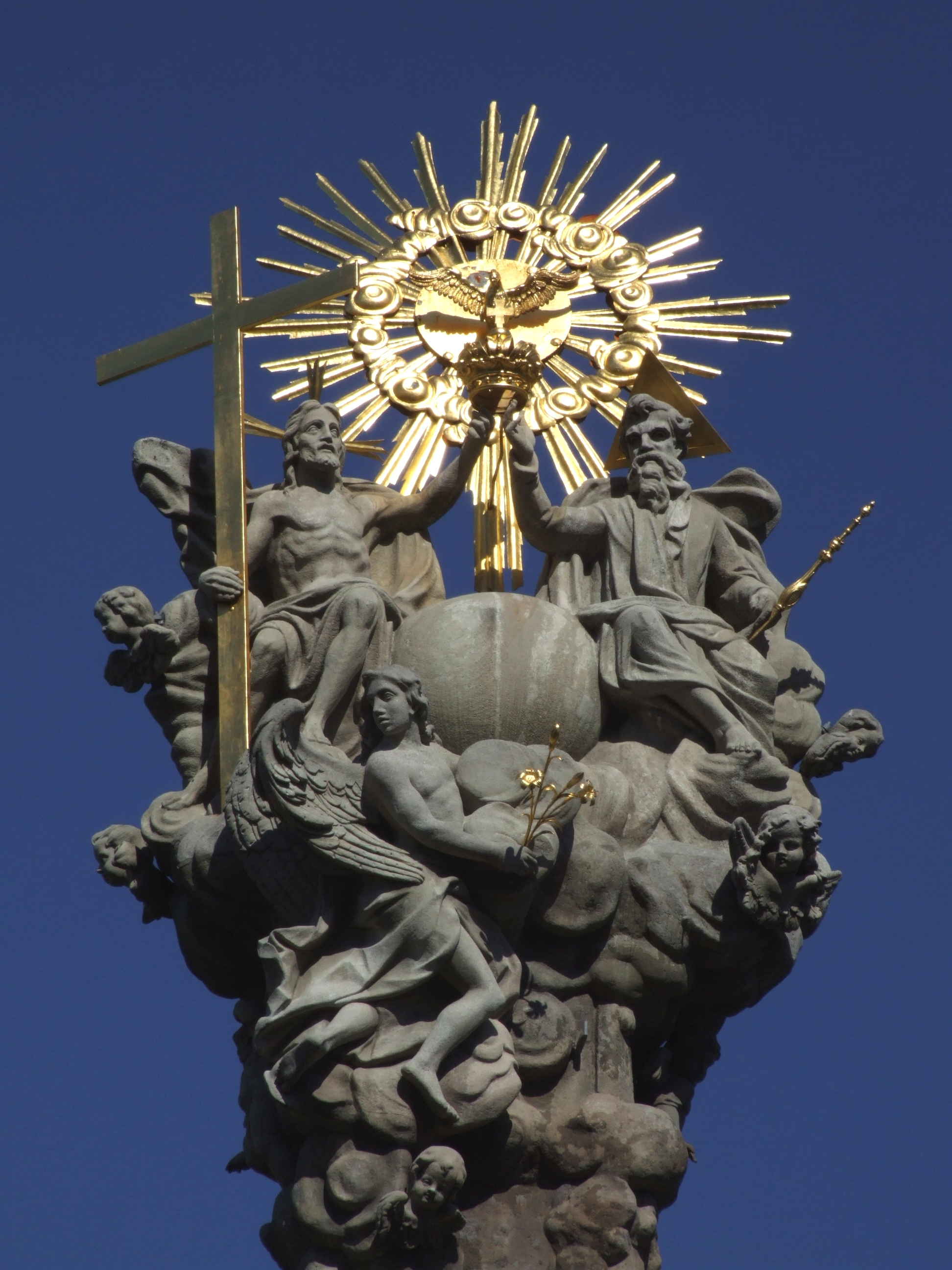
Detail hlavice sloupu se sousoším Nejsvětější Trojice

Vzhledem k náročnosti takového rozsáhlého a ambiciózního díla přizvala městská rada Stanetimu spolupracovníka v osobě zkušeného vídeňského sochaře Martina Vōgerleho. Jeho dosud realizovaná díla – morový sloup v dolnorakouském Hainburgu z roku 1749 a mariánský sloup v Nitře z roku 1750 – patří dodnes k skvostům pozdně barokního sochařství ve střední Evropě. Oba umělci se svými dílnami začali pracovat na kamenných sochách a reliéfech.
Ale brzy začaly problémy. Prvním byl nesouhlas uherské královské komory a hraběcího úřadu v Banské Štiavnici s rozhodnutím o postavení takového monumentálního díla. Obě instituce ho označily za zbytečný luxus a doporučily, aby město finance použilo užitečněji. Stavba byla zastavena. Přerušení práce dohotovení díla značně oddálilo a ani jeden z jeho autorů se konečné realizace nedožil. O dva roky nato, v květnu 1767, zemřel Dionýz Stanetti a v roce 1770 i Vōgerle. Po Stanettiho smrti na díle pokračoval jeho následovník Ignác Peter Götz a po Vōgerleho smrti práce dokončil jeho tovaryš Theodor Mayer.
Sloup byl nakonec v roce 1771 dokončen a v následujícím roce, na svátek Nejsvětější Trojice, vysvěcen.
V 19. století byl sloup opravován. V roce 1820 byl sloup natřen lněným olejem, později olejovými barvami. Účelem bylo zabránit poškozování porézního pískovce povětrnostními vlivy. Výsledek byl však přesně opačný. Uzavření kamene urychlilo jeho korozi a povrch kamene začal praskat a opadávat. V letech 1891–1894, na základě průzkumu sochaře Aloize Stróbla, se začalo s renovací sloupu, při níž bylo několik soch nahrazeno kopiemi. V roce 1905 byla postavena kolem sloupu kamenná balustrádová ohrada. Sloup byl restaurován ve dvacátých a padesátých letech 20. století, poslední restaurace díla proběhla v letech 1995–2005.

## Popis díla

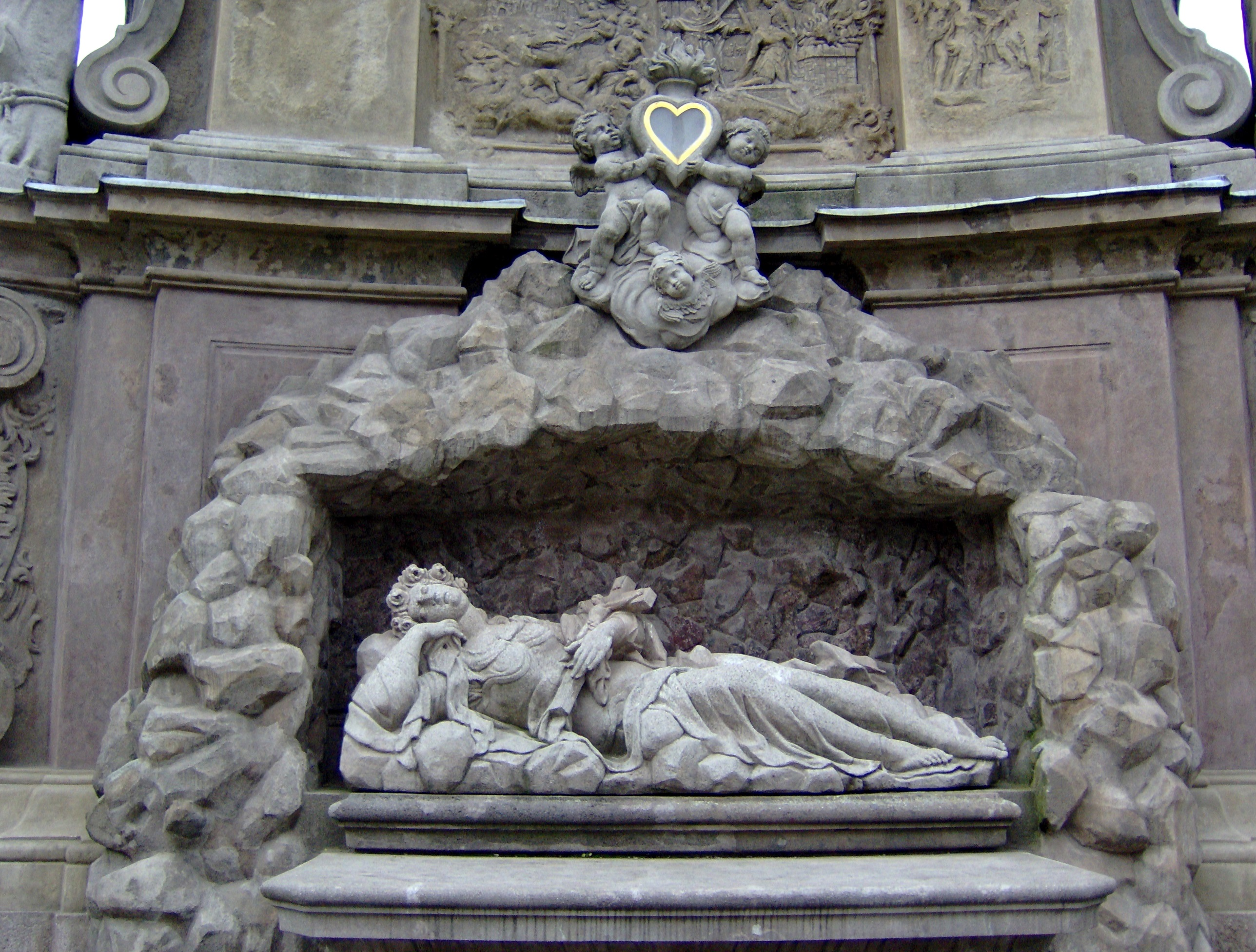
Svatá Rozálie

Morový sloup tvoří základní pylon s výškou dvacet metrů, trojúhelníkového půdorysu, se sousoším Nejsvětější Trojice na jeho hlavici. Celá stavba stojí na vyvýšeném piedestalu, přístupném schodištěm, za balustrádovou ohradou. Charakteristickým kompozičním prvkem díla je množství soch svatých (ochránců proti moru - sv. Rochus, sv. Karel Boromejský, sv. Rozálie, sv. Šebestián, mučedníků - sv. Barbora, sv. Kateřina Alexandrijská, pomocníků horníků - sv. Antonín Paduánský, sv. Kliment), andělů (Michael, Gabriel, Rafael) a reliéfů s náboženskou a morovou tematikou.